# Delač
Delač je naselje v Občini Kostel.